# 5758 Бруніні
5758 Бруніні (5758 Brunini) — астероїд головного поясу, відкритий 20 серпня 1976 року.
Тіссеранів параметр щодо Юпітера — 3,618.